# Мохаве (народ)

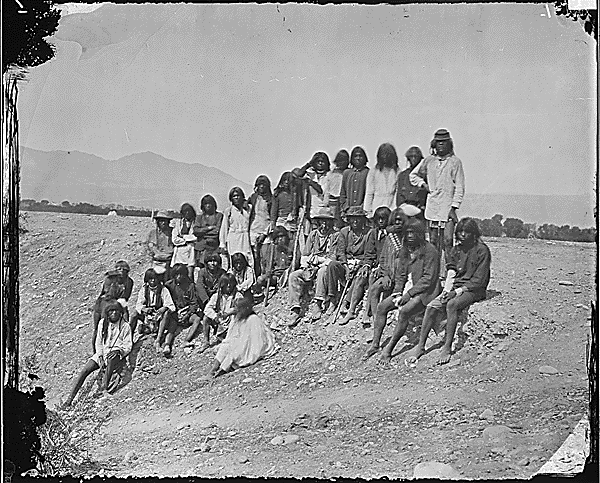
Группа индейцев-мохаве. Фото: Тимоти О'Салливан, 1871

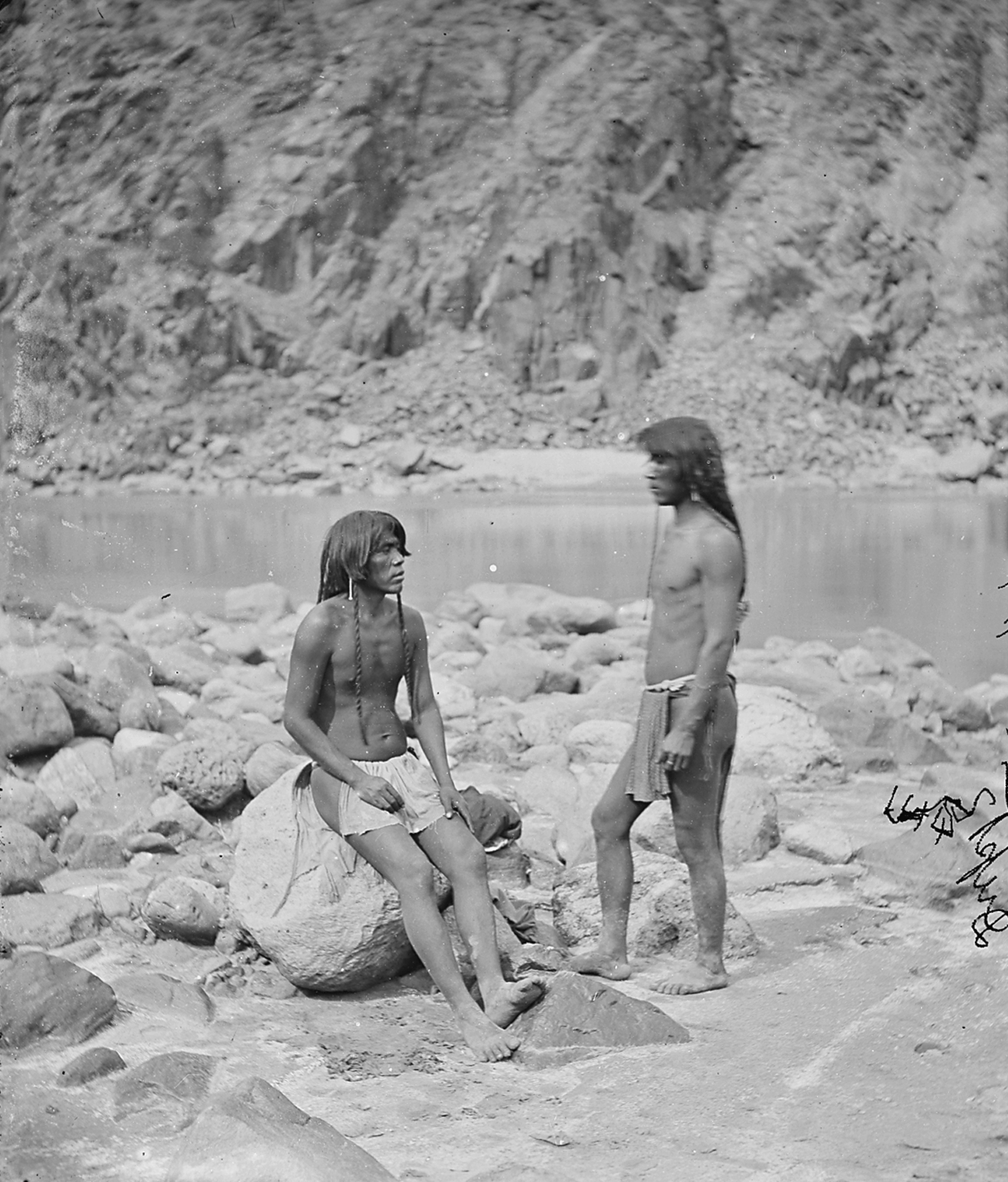
Два индейца мохаве, одетых в набедренные повязки, запад штата Аризона. Фото: Тимоти О'Салливан, 1871

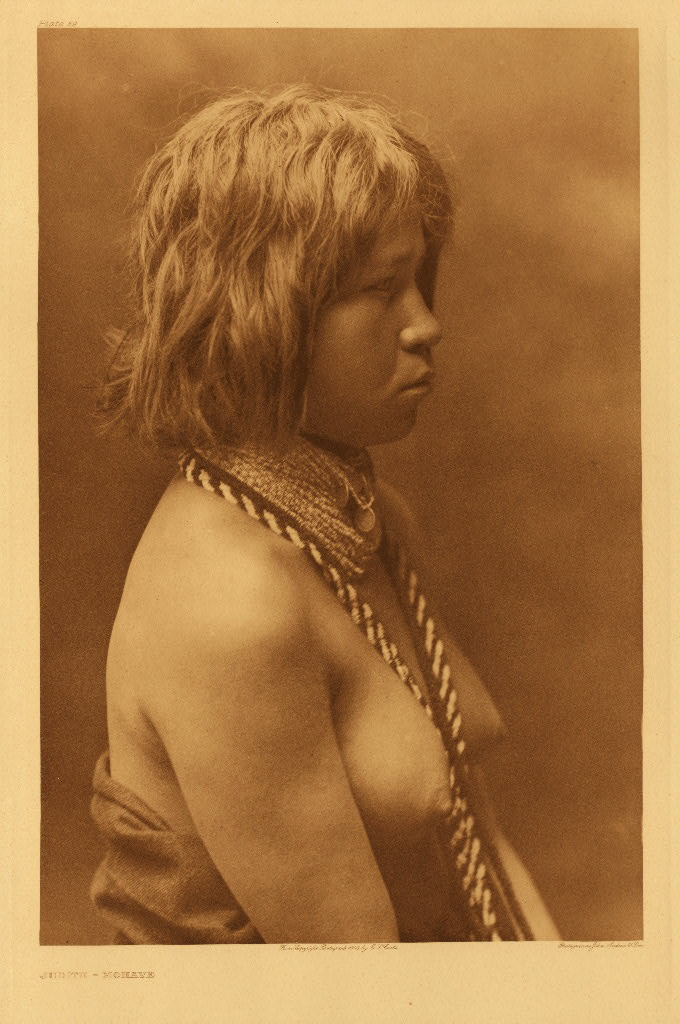
Джудит, 18-летняя девушка из племени мохаве. Эдвард Кёртис, около 1903

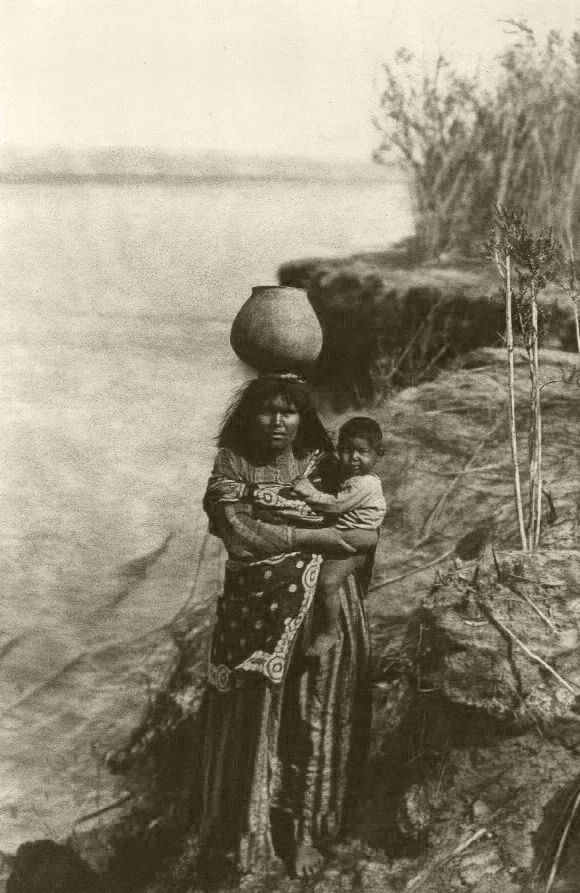
Женщина мохаве с ребёнком, несущая воду. Эдвард Кёртис, 1908

Мохаве (англ. Mohave/Mojave, самоназвание Aha macave, букв. «(живущие) вдоль воды») — индейский народ, проживающий в настоящее время в двух резервациях на реке Колорадо.
Пережившие геноцид XIX века потомки некогда большого народа проживают в двух индейских резервациях (или в их окрестностях) у реки Колорадо. Резервация Форт-Мохаве занимает части штатов Калифорния, Аризона и Невада, а резервация Колорадо-Ривер занимает части штатов Калифорния и Аризона. В последней, наряду с мохаве, проживают индейцы из племён чемеуэви, хопи и навахо.
Индейские резервации Колорадо-Ривер и Форт-Мохаве были основаны в 1865 и 1870 годах, соответственно. Обеим резервациям предоставлено преимущественное право на воды реки Колорадо, которые используются для ирригационного земледелия. Хотя четыре группы семей в резервации Колорадо-Ривер в настоящее время представляют собой общую административно-политическую единицу, «Индейские племена реки Колорадо», каждая из групп продолжает сохранять собственные традиции, религиозные обряды и культурные особенности.
Штаб-квартира, библиотека и музей объединённых племён находятся в городе Паркер, штат Аризона. В последнюю неделю сентября с четверга по субботу проводится празднование Национальных индейских дней. Также ежегодно, в первые выходные декабря, проводится Общеиндейское родео.
Изучению культуры мохаве посвящено свыше десятка книг известного психоаналитика и этнолога Жоржа Деверё. Поскольку мохаве уделяли большое внимание своим сновидениям, то, как писал Деверё, «они обратили меня во фрейдизм».

## Земли предков
До того, как мохаве капитулировали перед американскими войсками, их земли простирались от Чёрного каньона в Колорадо и до долины Квечан, где начинались земли других племён. С точки зрения современных топонимов, северные границы их земель находились в районе Гуверовской дамбы, а южные — в 160 км южнее, за Паркеровской дамбой.

## Религия
Мохаве верили в бога-творца Мутавилья, который дал им их имена и заповеди, и в его сына Мастамбо, который даровал им реку и научил выращивать растения. 

## Язык
Язык мохаве относится к речной юманской ветви семьи юма-кочими. Он состоит из 10 различных наречий и диалектов, а носители языка проживают на территории от Нижней Калифорнии и северной Соноры в Мексике до юга Калифорнии и запада Аризоны в США.

## После европейского завоевания
В 1859 году, перед угрозой превосходящих вооружённых сил, индейцы мохаве капитулировали. В местах, куда они бежали, был образован Форт-Мохаве, первоначально входивший в резервацию Колорадо-Ривер, позднее — самостоятельная резервация. До 1890 года, когда мохаве находились под юрисдикцией военных властей, они чувствовали себя достаточно свободно и сохраняли племенные традиции. С 1890 года, когда их земли были переданы в ведение министерства внутренних дел, немедленно началась их принудительная американизация. Дети были насильственно помещены в школы-интернаты, где их подвергали наказаниям за попытки говорить на родном языке. Особенно унизительными для них были телесные наказания, совершенно не распространённые в традиционной культуре мохаве. Также детям были даны английские имена и фамилии, не отражающие их родовую принадлежность в племени.
Самые знаменитые вожди мохаве XIX века — Кайрук, Хомосе-Квахоте, Иратаба.

## Численность
Монах-францисканец Франсиско Гарсес в 1776 году оценивал их численность в 3000 человек (Garcés 1900(2):450), с чем согласен Альфред Крёбер. По состоянию на 1910 год Крёбер оценивал их численность в 1050 человек.
Согласно отчёту Шерера, в 1963 году население Форт-Мохаве составляло 438 человек, а резервации Колорадо-Ривер — около 550 человек.
По состоянию на 1965 год количество мохаве составляет около 1000 человек. Изо всех древних кланов выжило только восемнадцать.